# Hachimantai
Hachimantai (jap. 八幡平市 Hachimantai-shi) – miasto w Japonii, na wyspie Honsiu, w prefekturze Iwate. Ma powierzchnię 862,30 km². W 2020 r. mieszkały w nim 24 023 osoby, w 9 118 gospodarstwach domowych  (w 2010 r. 28 680 osób, w 9 647 gospodarstwach domowych) .

## Położenie
Miasto leży w północno-zachodniej części prefektury. Graniczy z miastami:
- Morioka,
- Ninohe,
- Kazuno,
- Semboku.

## Historia
Miasto powstało 1 września 2005 roku.

## Znane osoby pochodzące z Hachimantai
- Junshirō Kobayashi – skoczek narciarski
- Ryōyū Kobayashi – skoczek narciarski